# 고이즈미 야쿠모
고이즈미 야쿠모(일본어: 小泉 八雲, 1850년 6월 27일 ~ 1904년 9월 26일)는 그리스에서 태어난 일본인 소설가로, 본명은 패트릭 래프카디오 헌(영어: Patrick Lafcadio Hearn) 또는 파트리키오스 레프카디오스 헤른(그리스어: Πατρίκιος Λευκάδιος Χερν)이다.

## 생애
1850년에 당시 영국의 보호령이던 이오니아 제도 연합주의 레프카다에서 아일랜드계와 그리스계의 혼혈인으로 태어났다. 그가 2살이던 1852년에는 아일랜드로 이주하여 살았고, 이 시기에 사고로 한쪽 눈을 실명하였다. 19살이 되던 해인 1869년에는 미국에서 잠시 기자로 활동하였다. 그러다가 1890년에 일본의 시마네현에 있는 학교에서 교사 생활을 하면서 일본에 정착하였다. 이후에는 일본의 유서깊은 사무라이 가문인 고이즈미 가의 여성과 결혼을 하고 일본으로 귀화하면서, 처가의 성인 '고이즈미'(小泉)를 따서 '고이즈미 야쿠모'라는 이름을 지어서 쓰기 시작했다. 도쿄 제국대학의 교수로 임용되기도 하였으나 이내 방출되었고, 이후 도쿄부의 도요다마 군에 정착해 1904년에 사망할 때까지 그곳에서 살았다.